# Plate-forme multimodale
Pour les articles homonymes, voir Plate-forme.

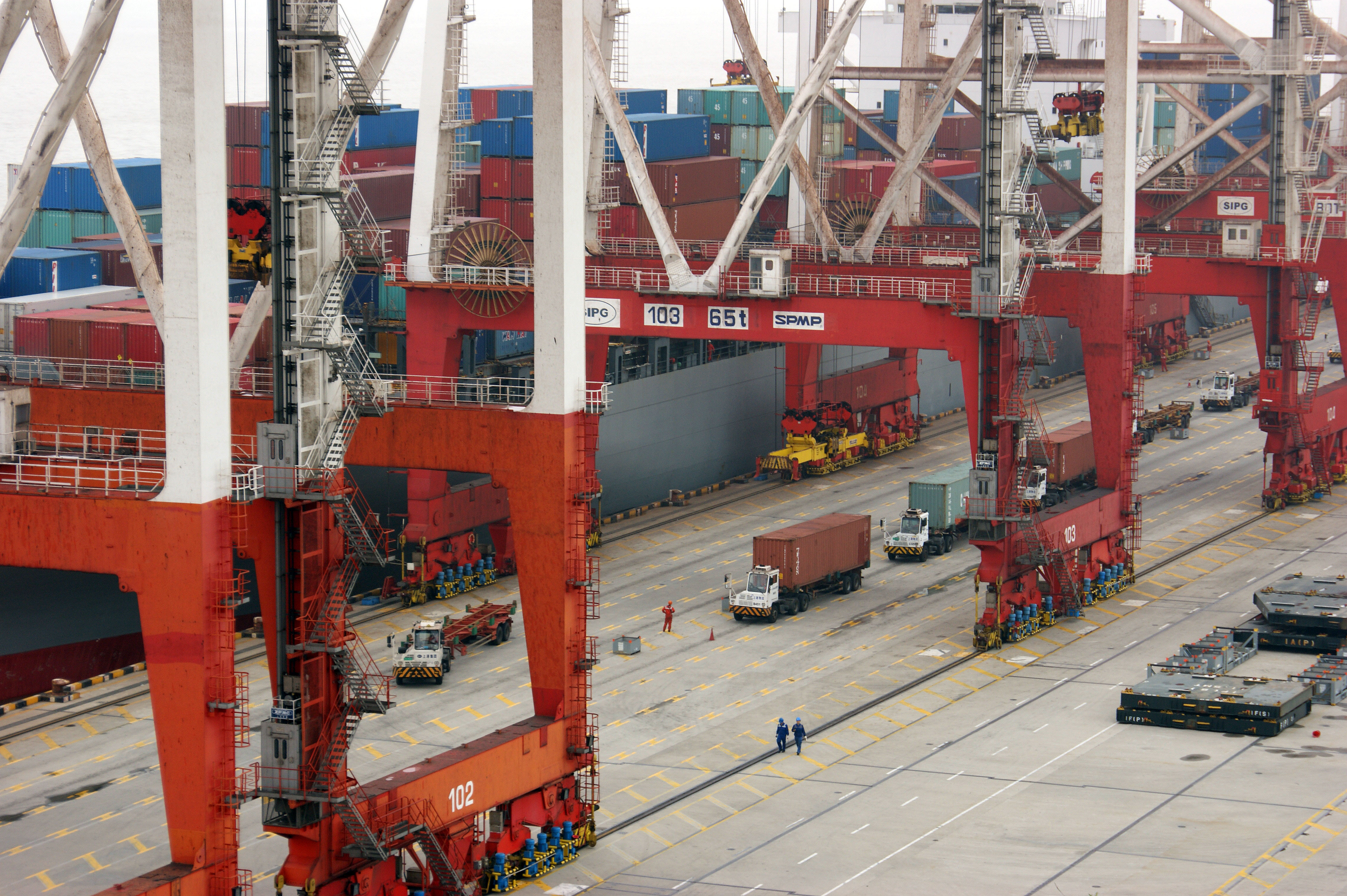
Chargement de conteneurs dans le port en eau profonde de Yangshan (Shanghai).

Une plateforme multimodale ou plate-forme multimodale est, dans le domaine du transport de marchandises et en géographie, le lieu où les marchandises changent de mode de transport.
Pour le transport de voyageurs, l'équivalent est le pôle d'échanges. Une plate-forme multimodale doit assurer dans les meilleures conditions le transport intermodal et le transport combiné des marchandises.
Une plate-forme multimodale permet également le regroupement et la redistribution du trafic de marchandises (ou fret).
La plateforme multimodale est un site qui rassemble plusieurs moyens de transport. Il s'agit de faciliter le passage de marchandises ou de voyageurs d'un mode de transport à un autre, par exemple du camion au train (ferroutage) ou au bateau (merroutage) grâce à des conteneurs standardisés. Les aéroports sont fréquemment des plateformes multimodales puisqu'ils sont souvent associés à une autoroute et un système ferroviaire à grande vitesse ou à un réseau de transport en commun (RER ou métro).

## Exemples
- En France : l'aéroport Paris-Charles-de-Gaulle (à Roissy, au nord de Paris) ; Delta 3 (à Dourges, près de Lille) ; l'aéroport Châlons-Vatry (à Vatry, près de Châlons-en-Champagne) ; le port de Port-Vendres, dans le Languedoc-Roussillon, qui est un port de commerce fruitier ; le port de Vienne Sud Salaise / Sablons, en Isère[1].
- Aux Pays-Bas : le port de Rotterdam.
- En Chine : le port de Shanghai.
- Aux États-Unis : le port de Miami.